# Oostplein (stacja metra)
Oostplein – stacja metra w Rotterdamie, położona na linii A (zielonej), B (żółtej) i C (czerwonej). Została otwarta 10 maja 1982. Stacja znajduje się w Kralingen-Crooswijk, na Oostplein.